# Sideritis laderoi
Sideritis laderoi là một loài thực vật có hoa trong họ Hoa môi. Loài này được Socorro & García-Gran. miêu tả khoa học đầu tiên năm 1984.